# Louis Joseph Descat
Pour les articles homonymes, voir Descat.
Louis Joseph Théodore Descat, né le 17 janvier 1800 à Roubaix (Nord) et décédé  le 12 septembre 1869 à Lille-Fives (Nord) et un homme politique français.

## Biographie
Frère de Constantin-Achille Descat, il fait son apprentissage dans l'industrie comme teinturier-apprêteur, et crée, à seize ans, un établissement de teinturerie qui devient une des plus importantes maisons de Roubaix. Plusieurs fois nommé conseiller municipal, commandant des sapeurs-pompiers, il est élu le 23 avril 1848 représentant du Nord à l'Assemblée constituante. Il siège d'abord parmi les républicains modérés, fait partie du comité du commerce et de l'industrie, et vote avec les partisans du général Cavaignac. À partir de l'élection de Louis-Napoléon Bonaparte à la présidence de la République, il se rallie à la politique de l'Élysée. 
Réélu à l'Assemblée législative le 13 mai 1849, il siège à droite et se dévoue à la politique personnelle du prince-président. Élu au Corps législatif en le 29 février 1852, il siège dans la majorité dynastique jusqu'en 1857, puis renonce à la vie politique après sa défaite face à Jules Brame, candidat de l'opposition.

## Distinctions
- Chevalier de la Légion d'honneur par décret du 5 janvier 1850[2]